# Вида Мокрин-Пауер
Вида Мокрин-Пауер (на словенски: Vida Mokrin-Pauer) е словенска журналистка, литературен критик, поетеса и писателка на произведения в жанровете лирика, детска литература и сатира.

## Биография и творчество
Вида Мокрин-Пауер е родена на 22 януари 1961 г. в Шемпетер при Горичи, Словения.
През 1984 г. завършва във Факултета по изкуства на университета на Любляна със специалност сравнителна литература и литературна теория, а през 1985 г. завършва и библиотечно дело.
След дипломирането си, в периода 1985 – 1989 г. работи в библиотеката „Франс Бевк“ в Нова Горица, след което до 2002 г. е на непълно работно време литературен редактор на списание „Приморски срещи“.
От 16-годишна започва да публикува поезия във вестници и списания. Докато работи като литературен редактор публикува повече от сто рецензии на съвременна литература по Радио Словения и в периодични издания. Води творчески работилници за деца, юноши и възрастни и е била член на журита за литературни награди.
Първата ѝ стихосбирка, „Mik“, е издадена през 1988 г. Част от стихосбирките ѝ са за деца. Стиховете ѝ са преведени на десет чужди езика: английски, български, чешки, френски, италиански, македонски, немски, словашки, сръбски, испански.
Публикува и сатирични еротични романи в епистоларен стил.
През 2010 г. получава наградата „Франс Бевк“ от Община Нова Горица. През 2013 г. получава първа награда на рецитаторския фестивал в Сежана.
Вида Мокрин-Пауер живее със семейството си в Нова Горица.

## Произведения

### Поезия
- Mik (1988)
- Jezik v ušesu (1991)
- Pasti v slasti (1992)
- Narcisa v vodi (1992)
- Krili v kletki (1997)
- Mačke so modre: za najstnike od 9 do tam okoli 120 let (2006)
- Lesketanje k-res-nič-kam (2002)
- Modrice (2004)
- Poezija (2005)
Поезия, изд. „КаринаМ“ (2005), прев. Елена Томова
- 'Pet = Cinque (2006) – с Бекрич Исмет, Терчън Давид, Еделман Юринчич и Алексий Прегарч
- Pes (2006)
- Upoštevaj kvante! (2007)
- Poleti poleti! – 108 pesmi na kartah za prerokovanje-uvidevanje (2009)
- Živ, živ, živalice! (2010)
- Poezija = Magija !!! (2014)

### Самостоятелни романи
- Trio Tripičje (1997) – с Барика Смоле и Милан Шел
- Tri Triritke (1999)